# Gare de Rosières
Gare de Rosières vasútállomás Franciaországban, Rosières-en-Santerre településen.

## Vasútvonalak
Az állomást az alábbi vasútvonalak érintik:
- Amiens-Laon-vasútvonal

## Kapcsolódó állomások
A vasútállomáshoz az alábbi állomások vannak a legközelebb:
- Gare de Marcelcave
- Gare de Chaulnes